# Marko Jantunen
Marko Jantunen, född 14 februari 1971 i Lahtis, Finland, är en finländsk före detta professionell ishockeyspelare. Han draftades av Calgary Flames i den 11:e rundan 1991 och blev då den 239:e spelaren att draftas detta år.

## Spelarkarriär
Jantunen växte upp i Lahtis och började spela ishockey vid tre års ålder. Han gjorde debut i den finska högstaligan med klubben Pelicans, då under namnet Hockey Reipas. Han gjorde 29 poäng under sin rookiesäsong. Inför säsongen 1992/1993 gick han över till KalPa. Påföljande säsong gick han över till TPS och gjorde landslagsdebut samma år. Inför säsongen 1994/1995 flyttade han till Sverige för spel i Frölunda HC, med vilka han tog SM-silver säsongen 1995–1996, efter finalförlust mot Luleå HF. Han spelade sammanlagt fem säsonger i Frölunda, med undantag för säsongen 1996/1997 då han spelade 27 matcher i American Hockey League (AHL) och tre NHL-matcher med Calgary Flames. Säsongen 1999/2000 värvades han till Färjestad BK. Säsongen 2001/2002 vann han SM-guld, när han spelade för Färjestad. Han gjorde totalt fyra säsonger i Färjestad. Efter säsongen 2002/2003 flyttade han tillbaka till Finland för spel i Jokerit. Säsongen 2005/2006 gjorde han 11 matcher med Timrå IK. Han svarade för sammanlagt 261 poäng på 374 spelade SHL-matcher. Han avslutade sin aktiva hockeykarriär i finska Pelicans efter säsongen 2009/2010.
Han har efter karriären blivit uppmärksammad för ett flertal narkotikabrott.

## Klubbar i karriären
- KalPa
- TPS
- Frölunda HC
- Calgary Flames
- Färjestads BK
- Jokerit
- Timrå IK
- Pelicans